# Hotseat
Hotseat (ou hot seat) est un mode de jeu multijoueur fourni par quelques jeux vidéo en tour par tour. Ce mode permet à deux joueurs ou plus de jouer sur la même machine chacun son tour. Le terme de hot seat (siège chaud) découle du fait que les joueurs se passent le siège à tour de rôle.

## Particularités
Le mode hotseat permet à plusieurs joueurs de jouer des parties multijoueurs avec un seul exemplaire du jeu ou une seule machine. Comme ce mode est plutôt destiné au jeu en tour par tour, la durée du jeu est plus longue que pour un jeu temps-réel joué en réseau. Certains jeux permettent le mode hotseat et la connexion en réseau sur la même partie, tout en gardant le mode tour par tour.
Ce mode de jeu ne doit pas être confondu avec l'écran splité (écran divisé) qui permet à plusieurs joueurs de jouer au même jeu, sur la même machine mais simultanément.

## Types de jeux
Ce mode est présent :
- dans les jeux multijoueur en tour par tour (série Heroes of Might and Magic, série Civilization, série Worms, etc.) ;
- dans les jeux dont les parties sont courtes dans le temps, comme les jeux de courses (série TrackMania : TrackMania DS, TrackMania Sunrise, etc.).
- dans l'émission Millionaire Hot Seat.